# Streckenklasse
Die Streckenklasse ist eine in der Europäischen Norm EN 15528 festgelegte Klassifizierung von Eisenbahnstrecken. Sie legt die maximal zulässige Radsatzlast (RSL) und die zulässige Last je Längeneinheit einer Strecke oder eines Streckenabschnitts fest. Begrenzender Faktor für die Radsatzlast ist die vertikale Tragfähigkeit von Ober- und Unterbau; die Last je Längeneinheit wird hauptsächlich von der Belastbarkeit von Brücken bestimmt.

## Übersicht
Die Streckenklassen werden mit den Großbuchstaben A bis G zur Angabe der Radsatzlast angegeben und teilweise mit Ziffern zur Angabe der Meterlast unterteilt.
| Streckenklasse | Radsatzlast | Meterlast | Bemerkung |
| -------------- | ----------- | --------- | --- |
| A              | 16,0 t      | 5,0 t/m   | |
| B1             | 18,0 t      | 5,0 t/m   | |
| B2             | 18,0 t      | 6,4 t/m   | |
| C2             | 20,0 t      | 6,4 t/m   | |
| C3             | 20,0 t      | 7,2 t/m   | |
| C4             | 20,0 t      | 8,0 t/m   | |
| CE             | 20,0 t      | 8,0 t/m   | nationale Erweiterung der Streckenklasse C4 in Deutschland: 20 t Radsatzlast für sechsachsige Wagen, keine Neueinstufung zulässig                                    |
| CM2            | 21,0 t      | 6,4 t/m   | nationale Streckenklasse der DDR (Militärverkehr), keine Neueinstufung zulässig                                                                                      |
| CM3            | 21,0 t      | 7,2 t/m   | nationale Streckenklasse der DDR (Militärverkehr), keine Neueinstufung zulässig                                                                                      |
| CM4            | 21,0 t      | 8,0 t/m   | nationale Streckenklasse der DDR (Militärverkehr), keine Neueinstufung zulässig                                                                                      |
| D2             | 22,5 t      | 6,4 t/m   | |
| D3             | 22,5 t      | 7,2 t/m   | |
| D4             | 22,5 t      | 8,0 t/m   | Standard für Neu- und Ausbaustrecken |
| E4             | 25,0 t      | 8,0 t/m   | Ingenieur- und Kunstbauwerke müssen in Deutschland beim Neubau und bei der Erneuerung diesem Standard entsprechen. Für Stadtschnellbahnen gelten abweichende Regeln. |
| E5             | 25,0 t      | 8,8 t/m   | |
| F              | 27,5 t      |           | derzeit in EN 15528 nur fakultativ |
| G              | 30,0 t      |           | derzeit in EN 15528 nur fakultativ |

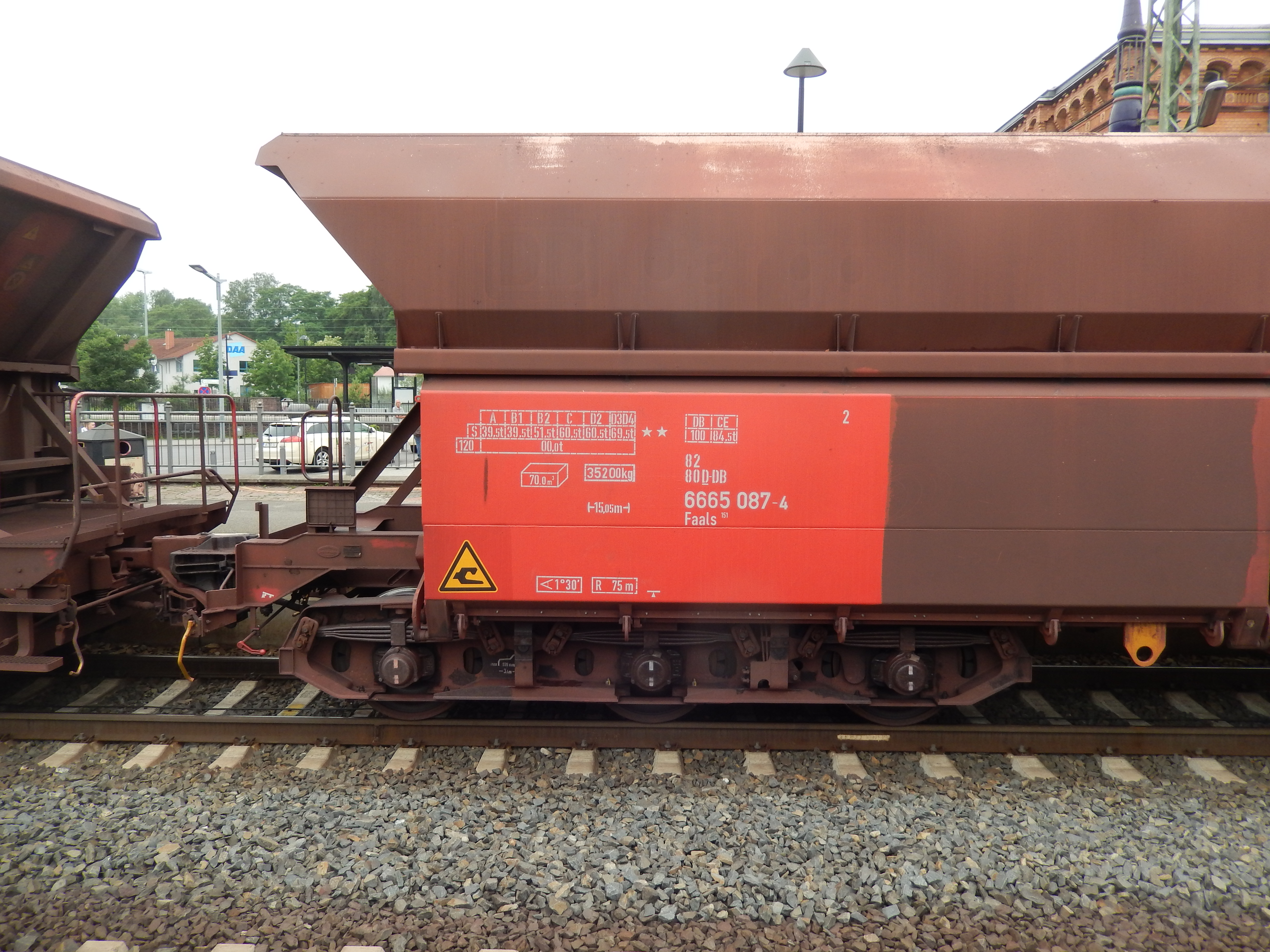
Sechsachsiger Erzwagen, der auf Strecken mit Streckenklasse C mit 60,5 t beladen werden darf, abweichend auf Streckenklasse CE aber mit 84,5 t (Nationales Lastgrenzenraster)

C4 / CE: Die Streckenklasse CE unterscheidet sich von C4 in der Anordnung der Radsatzlasten; hier ist die Befahrung mit sechsachsigen Wagen mit einer Radsatzlast von 20,0 t möglich.
Die Streckenklassen CM2, CM3 und CM 4 sind von der Deutschen Reichsbahn und der DB InfraGO AG eingeführte nationale Erweiterungen der Streckenklassen C2, C3 und CE, die eine Radsatzlast von 21 t erlauben. Die übrigen Streckenklassen sind Streckenklassen gemäß EN 15528, wobei die Streckenklasse D4 in Deutschland zusätzlich von sechsachsigen Wagen mit einer Radsatzlast von 20 t befahren werden darf. Die betrieblichen Beschränkungen für sechsachsige Wagen, welche die Einführung der Streckenklasse CE in Deutschland notwendig machen, sind nationale Vorschriften. International gibt es diese Einschränkung in der Form nicht. Für Neu- und Ersatzneubauten dürfen nur die Parameter der EN 15528 angewendet werden.

## Verbreitung
Praktisch alle Hauptbahnen in Europa entsprechen der Klasse D4, Nebenstrecken meist einer der diversen C-Klassen. A und B spielen dagegen kaum noch eine Rolle.
Das Netz der DB InfraGO AG weist auf einer Länge von 28.577 km die Streckenklasse D4 auf, die mit einem Anteil von rund 86 % die am meisten vertretene Streckenklasse im besagten Netz darstellt. Lediglich 4.708 km sind in andere Streckenklassen eingeordnet. Vorrangig handelt es sich um Neben- und Stadtschnellbahnen (im Sinne der EBO). 
Die höheren Streckenklassen haben in Europa weitgehend nur theoretischen Charakter – praktisch alle auf größere Lasten ausgelegten Strecken werden so als Dauer-Ausnahmen nach den Regeln einer Außergewöhnlichen Sendung betrieben. Gerade in Gebieten mit Schwerindustrie sind die Hauptgleise oft für größere Radsatzlasten ausgebaut, nicht aber die Bahnhofsnebengleise. Einzig in Schweden gibt es schon mehrere Strecken, die offiziell für Streckenklasse E zugelassen sind. Die vermutlich bekannteste – die Bahnstrecke Luleå–Narvik – wird von der LKAB Malmtrafik planmäßig mit Erzzügen befahren, deren maximale Regelradsatzlast 30 t beträgt.
Außerhalb Europas gibt es unter dem englischen Begriff Heavy Haul bekannte Schienenschwertransportstrecken, die mit deutlich größeren Radsatzlasten befahren werden können. Aktueller Weltrekordhalter ist hier die Fortescue-Bahn in Australien mit einer zulässigen Radsatzlast von 40 t.

## Fahrzeuge
Anhand der Streckenklasse kann beurteilt werden, ob ein Schienenfahrzeug für eine Eisenbahnstrecke geeignet ist. Dazu werden Schienenfahrzeuge ebenfalls in Streckenklassen eingestuft bzw. bei Güterwagen die Nutzlastgrenze anhand der Streckenklasse festgelegt. D. h. bei Güterwagen hängt die mögliche Zuladung von der Streckenklasse, der Tragfähigkeit des Wagens, der Fahrgeschwindigkeit und dessen Eigengewicht ab. Zu diesem Zweck wird das Lastgrenzenraster verwendet. Auch hier wird die Klasse E nur selten angeschrieben (neben vielen Wagen der schwedischen Green Cargo haben auch einige Wagen der Rail Cargo Austria eine Angabe für die Klasse E) und noch höhere Klassen nie. Demgegenüber sind viele Fahrzeuge konstruktiv auf wesentlich größere Radsatzlasten ausgelegt, als angeschrieben sind – beispielsweise sind die sechsachsigen Erzwagen der DB-Bauart Faals 151 für eine Radsatzlast von 25 t ausgelegt, was ob der Länge von 15 m sogar die Klasse E5 überschreiten würde. Das zulässige Ladegewicht wird stattdessen mit dem Zeichen für Tragfähigkeit gekennzeichnet.
Für die Einstufung eines Schienenfahrzeugs in eine Streckenklasse müssen die Nennwerte der Radsatzlasten bei festgelegten Lastfällen verwendet werden. Die Lastfälle sind:
- Bei Güterwagen: Auslegungsmasse bei normaler Zuladung nach EN 15663
- Bei Lokomotiven: Auslegungsmasse im betriebsbereiten Zustand nach EN 15663, siehe auch Dienstmasse
- Bei Personenwagen und Triebzügen: Auslegungsmasse mit Zuladung nach EN 15528, Anhang D

Bei Triebfahrzeugen wird für optimale Traktion eine größtmögliche Radsatzlast angestrebt, so dass etwa bei modernen vierachsigen Loks die für Klasse C maximal zulässigen 80 t bereits ein Leichtgewicht darstellen. Eine Ausnahme stellen hierbei Rangierloks dar; da viele Gleisanschlüsse nur mit leichteren Fahrzeugen befahren werden können, wird hier häufig Streckenklasse C angestrebt.

## Oberbauklassifizierung
| Oberbauklasse | Minimale Gleisausstattung               | Minimale Gleisausstattung |
| Oberbauklasse | Minimales Schienenprofil (Metergewicht) | Schwellenabstand [mm]     |
| ------------- | --------------------------------------- | ------------------------- |
| 3             | S13, S40 (36 kg·m−1)                    | 750                       |
| 3             | American (40 kg·m−1)                    | 750                       |
| 4a            | AL16, G33, S41 (41 kg·m−1)              | 750                       |
| 4a            | AL16, G33, S41 (41 kg·m−1)              | 650                       |
| 4a            | S12, S33 (46 kg·m−1)                    | 750                       |
| 4a            | S12, S33 (46 kg·m−1)                    | 700                       |
| 4a            | S12, S33 (46 kg·m−1)                    | 670                       |
| 4a            | S12, S33 (46 kg·m−1)                    | 620                       |
| 4b            | U33 (46 kg·m−1)                         | 600                       |
| 5             | U50, U55, UIC 60 (≥ 50 kg·m−1)          | 600                       |